# Storring
Storring er en landsby i Østjylland med 261 indbyggere  (2024). Storring er beliggende ved Herningmotorvejen to kilometer nord for Stjær, tre kilometer syd for Galten og 19 kilometer vest for Aarhus. Byen hører til Skanderborg Kommune og er beliggende i Region Midtjylland.
Landsbyen hører til Storring Sogn, og Storring Kirke ligger i byen.